# Faun
Faun é uma banda alemã de Gräfelfing, Munique,  formada em 1998 por Oliver Pade, Birgit Muggenthaler, Elisabeth Pawelke e Fiona Rüggeberg. Essencialmente, mistura música folclórica pagã com música medieval. A originalidade de seu som vem do uso de instrumentos antigos. As músicas são escritas em uma variedade de línguas, como alemão (principalmente), inglês, latim, grego, finlandês, entre outras. Como exemplo de seus instrumentos, podemos citar a gaita de fole, flautas, viela de roda, entre outros.

## História
A banda foi formada em 1998 por Oliver "SaTyr" Pade, Elisabeth Pawelke, Fiona Rüggeberg, e Birgit Muggenthaler. Dois anos depois, Rüdiger Maul entra na banda como percussionista. No mesmo momento, Birgit sai da banda, para continuar sua vida musical na banda de folk rock Schandmaul.
Em 2002, lançaram, seu primeiro álbum, Zaubersprüche, pela gravadora Curzweyhl / Rough Trade. Niel Mitra era um artista convidado nesse álbum, e mais tarde entrou como membro da banda, o único que toca apenas instrumentos eletrônicos.
Em 2003 lançaram seu segundo álbum, Licht, que aumentou sua popularidade em 2004, colocando-os em diversos festivais pela Alemanha.
Elisabeth Pawelke saiu da banda em 2008, para focar em seus estudos em Basel, Suíça. Ela foi sucedida por Sandra Eflein, que saiu da banda em 2010 devido a problemas de saúde. Em seu lugar, entrou a cantora e multi-instrumentista Rairda, que saiu da banda em 2012, e foi sucedida por Katja Moslehner, que saiu em 2017, sendo sucedida por Laura Fella.
Em 2013, lançam seu sétimo álbum de estúdio, Von den Elben, que foi o primeiro álbum a chegar ao top 10 de álbuns da Alemanha, Austria, e Suíça. Foi nominado para o prêmio ECHO nas categorias "Rock Nacional/Grupo de Pop".

## Etimologia
O nome da banda Faun (Fauno, em português) refere-se a uma divindade campestre da mitologia romana ligada às colheitas, a fertilidade e a música, representada com os pés de bode, o corpo peludo e com dois chifres na cabeça. Equivalente ao sátiro da mitologia grega.

## Integrantes

### Atuais
- Oliver "Sa Tyr" Pade - vocais, nyckelharpa, harpa
- Stephan Groth - vocais, viela de roda, flautas, cistre
- Rüdiger Maul - percussão, bateria, berimbau
- Niel Mitra - sampler, sintetizador
- Laura Fella - vocais, tambor, mandola

### Ex-integrantes
- Birgit Muggenthaler - gaita de foles, flautas
- Elisabeth Pawelke - vocais, viela de roda
- Sandra Elflein - vocais, violino, viela de roda, violão, piano
- Rairda - vocais, harpa, flautas, percussão, viela de roda
- Sonja Drakulich - vocais, dulcimer, percussão
- Katja Moslehner - vocais, instrumentos de percussão
- Fiona Rüggeberg - vocais, flautas, gaita de foles, dombra, rebab, pomme

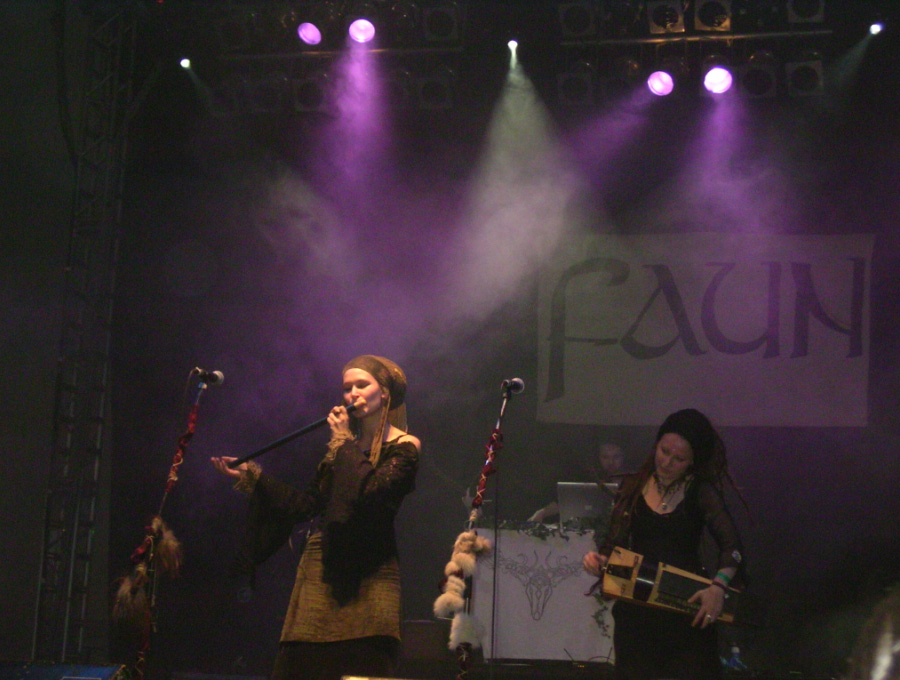

## Discografia

### Álbuns de estúdio
- 2002 — Zaubersprüche
- 2003 — Licht
- 2005 — Renaissance
- 2007 — Totem
- 2009 — Buch Der Balladen
- 2011 — Eden
- 2013 — Von Den Elben
- 2014 — Luna
- 2016 — Midgard
- 2018 - Midnight Zone
- 2019 - Märchen & Mythen

## Videografia
- 2004 —  Lichtbilder (DVD)
- 2007 —  Ornament (DVD)